# Casa de Gonzaga

Escut del Ducat de Màntua

Els Gonzaga foren un llinatge que governà el Ducat de Màntua, al nord de la península Itàlica, del 1328 al 1708. El 1433, Joan Francesc I Gonzaga assumí el títol de marquès de Màntua, i el 1530 Frederic II (1500–1540) rebé el títol de duc de Màntua. El 1531 el Marquesat de Montferrat va passar, mitjançant unió matrimonial, a ser patrimoni dels Gonzaga.

## Història
La branca principal es va dividir en diverses branques: Un dels fills de Frederic II, Lluís, va emparentar amb els ducs de Nevers i comtes de Rethel al Regne de França, dels quals en va ser l'hereu i va així es va crear la branca Gonzaga-Nevers.
Una altra branca van ser els Gonzaga de Guastalla, descendents de Ferrante, el qual va adquirir el Comtat de Guastalla, que mś endavant seria un ducat. El seu net Ferrante II, va ser el candidat escollit per l'emperador per optar a la successió del Ducat de Màntua i que va originar la guerra de successió de Màntua.
Encara una altra branca va ser la Sabbioneta, fundada per Vespasiano I Gonzaga, descendent de Lluís III Gonzaga.
Maria Lluïsa Gonzaga, filla del príncep Carles I Gonzaga-Nevers, a la seva mort el 1667, va ser reina consort de Polònia dues vegades: el 1645 amb Ladislau IV i el 1648 amb Joan II.
Dues de les filles de la Casa de Gonzaga, les dues anomenades Elionor Gonzaga, foren emperadrius del Sacre Imperi Romanogermànic per matrimoni amb els emperadors Ferran II i Ferran III.
A la família hi va haver un sant, Lluís Gonzaga, catorze cardenals i tretze bisbes.
La Casa de Gonzaga inspirà el Hamlet de Shakespeare. A l'acte 3, escena 2, els protagonistes interpreten una obra teatral titulada The Murder of Gonzago o The Mousetrap (L'assassinat de Gonzaga).
El govern dels Gonzaga continuà a Màntua fins al 1708 i a Guastalla i Sabbioneta fins al 1746. Les dues línies que governaven han quedat extintes i el cap de la Casa de Gonzaga ha passat a la línia Vescovato descendent de Giovanni, un fill de Frederic I Gonzaga.

## Patrons de les arts
Lluís III Gonzaga, segon marquès de Màntua, va ser un gran patró de les arts en la segona meitat del segle XV. Va atreure a Màntua a reconeguts artistes del Renaixement italià com Pisanello, Leon Battista Alberti i Andrea Mantegna amb l’objectiu que la seva cort competís en magnificència respecte a ciutats més poderoses com Florència, Venècia i Roma. Els successors de Lluis van anant ampliant la col·lecció, que incorporà obres de Ticià, Leonardo da Vinci, Rafael, Antonio da Correggio i Giulio Romano, formant la col·lecció Gonzaga. El 1627 el duc Vicenç II va vendre gran part de la col·lecció de pintures, i en el 1628, el duc Carles I Gonzaga-Nevers, successor de Vicenç, va vendre un gran nombre de busts i  estàtues clàssiques, cameos, pintures i la sèrie Triomf de Juli Cèsar, una sèrie de nou grans pintures creades per Andrea Mantegna. El comprador era l’holandès Daniel Nijs, actuant com a agent del rei Carles I d’Anglaterra. La col·lecció d'art de Carles I es constituiria en una de les millors col·leccions d’art renaixentista i barroc de la seva època.

## Arbre genealògic abreujat
|                                             |                                             |                                             |                                             |                                             |                                             |  |  |                                                                |                                                                |                                                                |                                                                |                                                                |                                                                |  |  | Francesc I Gonzaga, marquès de Màntua 1407-1444                                 |                                                                                 |                                                                                 |                                                                                 |                                                                                 |                                                                                 |  |  |                                                 |                                                 |                                                 |                                                 |                                                 |                                                 |  |  |  |  |  |  |  |  |  |  |  |  |  |  |  |  |  |  |  |  |  |  |  |  |  |  |
|                                             |                                             |                                             |                                             |                                             |                                             |  |  |                                                                |                                                                |                                                                |                                                                |                                                                |                                                                |  |  |                                                                                 |                                                                                 |                                                                                 |                                                                                 |                                                                                 |                                                                                 |  |  |                                                 |                                                 |                                                 |                                                 |                                                 |                                                 |  |  |  |  |  |  |  |  |  |  |  |  |  |  |  |  |  |  |  |  |  |  |  |  |  |  |
|                                             |                                             |                                             |                                             |                                             |                                             |  |  |                                                                |                                                                |                                                                |                                                                |                                                                |                                                                |  |  | Lluís III Gonzaga, marquès de Màntua 1444–1478                                  |                                                                                 |                                                                                 |                                                                                 |                                                                                 |                                                                                 |  |  |                                                 |                                                 |                                                 |                                                 |                                                 |                                                 |  |  |  |  |  |  |  |  |  |  |  |  |  |  |  |  |  |  |  |  |  |  |  |  |  |  |
|                                             |                                             |                                             |                                             |                                             |                                             |  |  |                                                                |                                                                |                                                                |                                                                |                                                                |                                                                |  |  |                                                                                 |                                                                                 |                                                                                 |                                                                                 |                                                                                 |                                                                                 |  |  |                                                 |                                                 |                                                 |                                                 |                                                 |                                                 |  |  |  |  |  |  |  |  |  |  |  |  |  |  |  |  |  |  |  |  |  |  |  |  |  |  |
|                                             |                                             |                                             |                                             |                                             |                                             |  |  |                                                                |                                                                |                                                                |                                                                |                                                                |                                                                |  |  | Frederic I Gonzaga, marquès de Màntua 1478–1484                                 |                                                                                 |                                                                                 |                                                                                 |                                                                                 |                                                                                 |  |  |                                                 |                                                 |                                                 |                                                 |                                                 |                                                 |  |  |  |  |  |  |  |  |  |  |  |  |  |  |  |  |  |  |  |  |  |  |  |  |  |  |
|                                             |                                             |                                             |                                             |                                             |                                             |  |  |                                                                |                                                                |                                                                |                                                                |                                                                |                                                                |  |  |                                                                                 |                                                                                 |                                                                                 |                                                                                 |                                                                                 |                                                                                 |  |  |                                                 |                                                 |                                                 |                                                 |                                                 |                                                 |  |  |  |  |  |  |  |  |  |  |  |  |  |  |  |  |  |  |  |  |  |  |  |  |  |  |
|                                             |                                             |                                             |                                             |                                             |                                             |  |  |                                                                |                                                                |                                                                |                                                                |                                                                |                                                                |  |  | Francesc II Gonzaga, marquès de Màntua 1484–1519                                |                                                                                 |                                                                                 |                                                                                 |                                                                                 |                                                                                 |  |  |                                                 |                                                 |                                                 |                                                 |                                                 |                                                 |  |  |  |  |  |  |  |  |  |  |  |  |  |  |  |  |  |  |  |  |  |  |  |  |  |  |
|                                             |                                             |                                             |                                             |                                             |                                             |  |  |                                                                |                                                                |                                                                |                                                                |                                                                |                                                                |  |  |                                                                                 |                                                                                 |                                                                                 |                                                                                 |                                                                                 |                                                                                 |  |  |                                                 |                                                 |                                                 |                                                 |                                                 |                                                 |  |  |  |  |  |  |  |  |  |  |  |  |  |  |  |  |  |  |  |  |  |  |  |  |  |  |
|                                             |                                             |                                             |                                             |                                             |                                             |  |  |                                                                |                                                                |                                                                |                                                                |                                                                |                                                                |  |  |                                                                                 |                                                                                 |                                                                                 |                                                                                 |                                                                                 |                                                                                 |  |  |                                                 |                                                 |                                                 |                                                 |                                                 |                                                 |  |  |  |  |  |  |  |  |  |  |  |  |  |  |  |  |  |  |  |  |  |  |  |  |  |  |
|                                             |                                             |                                             |                                             |                                             |                                             |  |  | Frederic II Gonzaga, duc de Màntua marquès 1519–30 duc 1530-40 | Frederic II Gonzaga, duc de Màntua marquès 1519–30 duc 1530-40 | Frederic II Gonzaga, duc de Màntua marquès 1519–30 duc 1530-40 | Frederic II Gonzaga, duc de Màntua marquès 1519–30 duc 1530-40 | Frederic II Gonzaga, duc de Màntua marquès 1519–30 duc 1530-40 | Frederic II Gonzaga, duc de Màntua marquès 1519–30 duc 1530-40 |  |  |                                                                                 |                                                                                 |                                                                                 |                                                                                 |                                                                                 |                                                                                 |  |  | Ferrante Gonzaga comte de Guastalla 1539–57     | Ferrante Gonzaga comte de Guastalla 1539–57     | Ferrante Gonzaga comte de Guastalla 1539–57     | Ferrante Gonzaga comte de Guastalla 1539–57     | Ferrante Gonzaga comte de Guastalla 1539–57     | Ferrante Gonzaga comte de Guastalla 1539–57     |  |  |  |  |  |  |  |  |  |  |  |  |  |  |  |  |  |  |  |  |  |  |  |  |  |  |
|                                             |                                             |                                             |                                             |                                             |                                             |  |  | Frederic II Gonzaga, duc de Màntua marquès 1519–30 duc 1530-40 | Frederic II Gonzaga, duc de Màntua marquès 1519–30 duc 1530-40 | Frederic II Gonzaga, duc de Màntua marquès 1519–30 duc 1530-40 | Frederic II Gonzaga, duc de Màntua marquès 1519–30 duc 1530-40 | Frederic II Gonzaga, duc de Màntua marquès 1519–30 duc 1530-40 | Frederic II Gonzaga, duc de Màntua marquès 1519–30 duc 1530-40 |  |  |                                                                                 |                                                                                 |                                                                                 |                                                                                 |                                                                                 |                                                                                 |  |  | Ferrante Gonzaga comte de Guastalla 1539–57     | Ferrante Gonzaga comte de Guastalla 1539–57     | Ferrante Gonzaga comte de Guastalla 1539–57     | Ferrante Gonzaga comte de Guastalla 1539–57     | Ferrante Gonzaga comte de Guastalla 1539–57     | Ferrante Gonzaga comte de Guastalla 1539–57     |  |  |  |  |  |  |  |  |  |  |  |  |  |  |  |  |  |  |  |  |  |  |  |  |  |  |
|                                             |                                             |                                             |                                             |                                             |                                             |  |  |                                                                |                                                                |                                                                |                                                                |                                                                |                                                                |  |  |                                                                                 |                                                                                 |                                                                                 |                                                                                 |                                                                                 |                                                                                 |  |  |                                                 |                                                 |                                                 |                                                 |                                                 |                                                 |  |  |  |  |  |  |  |  |  |  |  |  |  |  |  |  |  |  |  |  |  |  |  |  |  |  |
| Francesc III Gonzaga, duc de Màntua 1540–50 | Francesc III Gonzaga, duc de Màntua 1540–50 | Francesc III Gonzaga, duc de Màntua 1540–50 | Francesc III Gonzaga, duc de Màntua 1540–50 | Francesc III Gonzaga, duc de Màntua 1540–50 | Francesc III Gonzaga, duc de Màntua 1540–50 |  |  | Guillem Gonzaga, duc de Màntua 1550–87                         | Guillem Gonzaga, duc de Màntua 1550–87                         | Guillem Gonzaga, duc de Màntua 1550–87                         | Guillem Gonzaga, duc de Màntua 1550–87                         | Guillem Gonzaga, duc de Màntua 1550–87                         | Guillem Gonzaga, duc de Màntua 1550–87                         |  |  | Lluís Gonzaga duc de Nevers 1581–95                                             | Lluís Gonzaga duc de Nevers 1581–95                                             | Lluís Gonzaga duc de Nevers 1581–95                                             | Lluís Gonzaga duc de Nevers 1581–95                                             | Lluís Gonzaga duc de Nevers 1581–95                                             | Lluís Gonzaga duc de Nevers 1581–95                                             |  |  | Cèsar I Gonzaga comte de Guastalla 1557–75      | Cèsar I Gonzaga comte de Guastalla 1557–75      | Cèsar I Gonzaga comte de Guastalla 1557–75      | Cèsar I Gonzaga comte de Guastalla 1557–75      | Cèsar I Gonzaga comte de Guastalla 1557–75      | Cèsar I Gonzaga comte de Guastalla 1557–75      |  |  |  |  |  |  |  |  |  |  |  |  |  |  |  |  |  |  |  |  |  |  |  |  |  |  |
| Francesc III Gonzaga, duc de Màntua 1540–50 | Francesc III Gonzaga, duc de Màntua 1540–50 | Francesc III Gonzaga, duc de Màntua 1540–50 | Francesc III Gonzaga, duc de Màntua 1540–50 | Francesc III Gonzaga, duc de Màntua 1540–50 | Francesc III Gonzaga, duc de Màntua 1540–50 |  |  | Guillem Gonzaga, duc de Màntua 1550–87                         | Guillem Gonzaga, duc de Màntua 1550–87                         | Guillem Gonzaga, duc de Màntua 1550–87                         | Guillem Gonzaga, duc de Màntua 1550–87                         | Guillem Gonzaga, duc de Màntua 1550–87                         | Guillem Gonzaga, duc de Màntua 1550–87                         |  |  | Lluís Gonzaga duc de Nevers 1581–95                                             | Lluís Gonzaga duc de Nevers 1581–95                                             | Lluís Gonzaga duc de Nevers 1581–95                                             | Lluís Gonzaga duc de Nevers 1581–95                                             | Lluís Gonzaga duc de Nevers 1581–95                                             | Lluís Gonzaga duc de Nevers 1581–95                                             |  |  | Cèsar I Gonzaga comte de Guastalla 1557–75      | Cèsar I Gonzaga comte de Guastalla 1557–75      | Cèsar I Gonzaga comte de Guastalla 1557–75      | Cèsar I Gonzaga comte de Guastalla 1557–75      | Cèsar I Gonzaga comte de Guastalla 1557–75      | Cèsar I Gonzaga comte de Guastalla 1557–75      |  |  |  |  |  |  |  |  |  |  |  |  |  |  |  |  |  |  |  |  |  |  |  |  |  |  |
|                                             |                                             |                                             |                                             |                                             |                                             |  |  | Vicenç Gonzaga, duc de Màntua 1587–1612                        | Vicenç Gonzaga, duc de Màntua 1587–1612                        | Vicenç Gonzaga, duc de Màntua 1587–1612                        | Vicenç Gonzaga, duc de Màntua 1587–1612                        | Vicenç Gonzaga, duc de Màntua 1587–1612                        | Vicenç Gonzaga, duc de Màntua 1587–1612                        |  |  | Carles I Gonzaga-Nevers duc de Nevers1595-37 duc de Màntua i Montferrat 1627–37 | Carles I Gonzaga-Nevers duc de Nevers1595-37 duc de Màntua i Montferrat 1627–37 | Carles I Gonzaga-Nevers duc de Nevers1595-37 duc de Màntua i Montferrat 1627–37 | Carles I Gonzaga-Nevers duc de Nevers1595-37 duc de Màntua i Montferrat 1627–37 | Carles I Gonzaga-Nevers duc de Nevers1595-37 duc de Màntua i Montferrat 1627–37 | Carles I Gonzaga-Nevers duc de Nevers1595-37 duc de Màntua i Montferrat 1627–37 |  |  | Ferrante II Gonzaga, duc de Guastalla 1575–1630 | Ferrante II Gonzaga, duc de Guastalla 1575–1630 | Ferrante II Gonzaga, duc de Guastalla 1575–1630 | Ferrante II Gonzaga, duc de Guastalla 1575–1630 | Ferrante II Gonzaga, duc de Guastalla 1575–1630 | Ferrante II Gonzaga, duc de Guastalla 1575–1630 |  |  |  |  |  |  |  |  |  |  |  |  |  |  |  |  |  |  |  |  |  |  |  |  |  |  |
|                                             |                                             |                                             |                                             |                                             |                                             |  |  | Vicenç Gonzaga, duc de Màntua 1587–1612                        | Vicenç Gonzaga, duc de Màntua 1587–1612                        | Vicenç Gonzaga, duc de Màntua 1587–1612                        | Vicenç Gonzaga, duc de Màntua 1587–1612                        | Vicenç Gonzaga, duc de Màntua 1587–1612                        | Vicenç Gonzaga, duc de Màntua 1587–1612                        |  |  | Carles I Gonzaga-Nevers duc de Nevers1595-37 duc de Màntua i Montferrat 1627–37 | Carles I Gonzaga-Nevers duc de Nevers1595-37 duc de Màntua i Montferrat 1627–37 | Carles I Gonzaga-Nevers duc de Nevers1595-37 duc de Màntua i Montferrat 1627–37 | Carles I Gonzaga-Nevers duc de Nevers1595-37 duc de Màntua i Montferrat 1627–37 | Carles I Gonzaga-Nevers duc de Nevers1595-37 duc de Màntua i Montferrat 1627–37 | Carles I Gonzaga-Nevers duc de Nevers1595-37 duc de Màntua i Montferrat 1627–37 |  |  | Ferrante II Gonzaga, duc de Guastalla 1575–1630 | Ferrante II Gonzaga, duc de Guastalla 1575–1630 | Ferrante II Gonzaga, duc de Guastalla 1575–1630 | Ferrante II Gonzaga, duc de Guastalla 1575–1630 | Ferrante II Gonzaga, duc de Guastalla 1575–1630 | Ferrante II Gonzaga, duc de Guastalla 1575–1630 |  |  |  |  |  |  |  |  |  |  |  |  |  |  |  |  |  |  |  |  |  |  |  |  |  |  |
|                                             |                                             |                                             |                                             |                                             |                                             |  |  |                                                                |                                                                |                                                                |                                                                |                                                                |                                                                |  |  |                                                                                 |                                                                                 |                                                                                 |                                                                                 |                                                                                 |                                                                                 |  |  |                                                 |                                                 |                                                 |                                                 |                                                 |                                                 |  |  |  |  |  |  |  |  |  |  |  |  |  |  |  |  |  |  |  |  |  |  |  |  |  |  |
| Francesc IV Gonzaga, duc de Màntua 1612     | Francesc IV Gonzaga, duc de Màntua 1612     | Francesc IV Gonzaga, duc de Màntua 1612     | Francesc IV Gonzaga, duc de Màntua 1612     | Francesc IV Gonzaga, duc de Màntua 1612     | Francesc IV Gonzaga, duc de Màntua 1612     |  |  | Ferran I Gonzaga, duc de Màntua 1612–26                        | Ferran I Gonzaga, duc de Màntua 1612–26                        | Ferran I Gonzaga, duc de Màntua 1612–26                        | Ferran I Gonzaga, duc de Màntua 1612–26                        | Ferran I Gonzaga, duc de Màntua 1612–26                        | Ferran I Gonzaga, duc de Màntua 1612–26                        |  |  | Vicenç II de Màntua 1626–27                                                     | Vicenç II de Màntua 1626–27                                                     | Vicenç II de Màntua 1626–27                                                     | Vicenç II de Màntua 1626–27                                                     | Vicenç II de Màntua 1626–27                                                     | Vicenç II de Màntua 1626–27                                                     |  |  | Cèsar II Gonzaga duc de Guastalla 1630–32       | Cèsar II Gonzaga duc de Guastalla 1630–32       | Cèsar II Gonzaga duc de Guastalla 1630–32       | Cèsar II Gonzaga duc de Guastalla 1630–32       | Cèsar II Gonzaga duc de Guastalla 1630–32       | Cèsar II Gonzaga duc de Guastalla 1630–32       |  |  |  |  |  |  |  |  |  |  |  |  |  |  |  |  |  |  |  |  |  |  |  |  |  |  |